# Pierre Victor de Besenval de Brünstatt

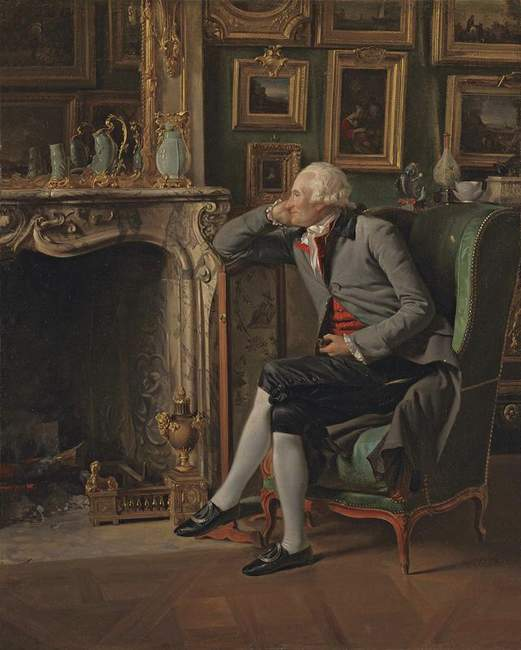
Barão de Besenval, 1797.

Pierre Victor de Besenval de Brünstatt (Soleura, Suíça, 14 de outubro de 1721 - Paris, 2 de junho de 1791) foi um cortesão, poeta e militar suíço a serviço da França.